# Nagrada Kiklop
Nagrada Kiklop, godišnja knjižna nagrada koja se od 2004. do 2014. dodjeljivala za postignuća u produkciji nakladnika iz Republike Hrvatske namijenjenoj knjižarskoj prodaji. Za nagradu su se natjecala izdanja objavljena u Hrvatskoj. Nagradu je utemeljio Sa(n)jam knjige u Istri 2004. godine. Nazvana je prema glasovitom romanu Kiklop Ranka Marinkovića, a sastojala se od skulpture i diplome. Dodjeljivana je u sklopu programa sajma knjige koji se tradicionalno održava u prosincu. Kategorije su se s vremenom mijenjale i njihov se broj povećavao. Godine 2012. se dodjeljivala u (oko) 13 kategorija. Nagrada Kiklop je zadnji put dodijeljena 2014. U kolovozu 2015. Sa(n)jam knjige je priopćio da zbog krize u nakladništvu Kiklopa više nije moguće dodijeliti bez narušavanja izvornog smisla nagrade.

## Dobitnici nagrada:
- Urednik godine

2004. Kruno Lokotar 

2005. Milana Vuković Runjić 

2006. Zlatko Crnković 

2007. Seid Serdarević 

2008. Roman Simić 

2009. Neven Antičević 

2010. Krunoslav Jajetić 

2011. Irena Lukšić 

2012. Irena Lukšić

2013. Gordana Farkaš Sfeci

2014. Kristijan Vujičić
- Prozno djelo godine

2004. Renato Baretić: Osmi povjerenik 

2005. Luko Paljetak: Skroviti vrt: dnevnik Cvijete Zuzorić, plemkinje dubrovačke 

2006. Igor Štiks: Elijahova stolica 

2007. Daša Drndić: Sonnenschein 

2008. Mirko Kovač: Grad u zrcalu 

2009. Julijana Matanović: Knjiga od žena, muškaraca, gradova i rastanaka 

2010. Ivana Simić Bodrožić: Hotel Zagorje 

2011. Ludwig Bauer: Zavičaj, zaborav 

2012. Zoran Ferić: Kalendar Maja

2013. Daša Drndić: Belladonna, i
 
2013. Roman Simić Bodrožić: Nahrani me

2014. Mirko Kovač: Vrijeme koje se udaljava: roman-memoari
- Debitantska knjiga godine

2004. Slađana Bukovac: Putnici 

2005. Igor Grbić: Istria glagoljušta 

2006. Kristijan Vujčić i Željka Špoljar: Welcome to Croatia: doživljaji jednog turističkog vodiča 

2007. Zrinka Pavlić: Svijet i praktična žena  

2008. Julijana Adamović-Atanasovski: Kako su nas ukrali Ciganima 

2009. Franjo Janeš: Noć mrtvih živaca 

2010. Maja Hrgović: Pobjeđuje onaj kojem je manje stalo 

2011. Merita Arslani: Anđeli će samo zaspati 

2012. Ankica Tomić: Naročito ljeti

2013. Antonio Barišić: Srest ćemo se opet

2014. Larí MARÍ (Larissa Kunić, Marieta Kola): Bez ljubavi i mržnje
- Pjesnička zbirka godine

2004. Arsen Dedić: Zabranjena knjiga 

2005. Delimir Rešicki: Aritmija 

2006. Ivica Prtenjača: Uzimaj sve što te smiruje 

2007. Sanja Lovrenčić: Rijeka sigurno voli poplavu 

2008. Olja Savičević-Ivančević: Kućna pravila 

2009. Arsen Dedić: Zidne novine 

2010. Ivica Prtenjača: Okrutnost 

2011. Darija Žilić: Pleši, Modesty, pleši 

2012. Branko Čegec: Pun mjesec u Istanbulu: lica, slojevi

2013. Arsen Dedić: Kapi za oči

2014. Irena Vrkljan: Koračam kroz sobu
- Knjiga eseja godine

2004. Zdravko Zima: Gondolijer na Vltavi

2005. Tonko Maroević: Borgesov čitatelj: portreti i prikazi

2006. Ivo Frangeš: Riječ što traje: izabrane studije i rasprave

2007. Inoslav Bešker: Filološke dvoumice

2008. Hrvoje Turković: Narav televizije

2009. Mirko Kovač: Elita gora od rulje

2010. Viktor Žmegač: SMS eseji: zapisi 2007-2009.

2011. Andrea Zlatar: Rječnik tijela: dodiri, otpor, žene

2012. Viktor Žmegač: Filozof igra nogomet: zapisi 2010-2011.

2013. Irena Lukšić: Gradovi, sela, dvorci: vodič za literarne putnike

2014. Viktor Žmegač: Europa x 10
- Publicistička knjiga godine

2004. John Maxwell Coetzee: Život životinja, i 

2004. Igor Mirković: Sretno dijete 

2005. Dunja Detoni-Dujmić: Leksikon svjetske književnosti: djela 

2006. Igor Mandić: Sebi pod kožu: dnevnički pabirci 

2007. Slavko Goldstein: 1941. godina koja se vraća 

2008. Marko Grčić: Riječi, riječi, riječi 

2009. Mirjana Krizmanić: Tkanje života 

2010. Ivo Žanić: Kako bi trebali govoriti hrvatski magarci: o sociolingvistici animiranih filmova 

2011. Nikola Batušić: Četiri godišnja doba: memoarski putopisi 

2012. Jasen Boko: Tragovima Odiseja: kontroverzni putopis o lutanju grčkog junaka Jadranom

- Publicistička i znanstveno-popularna knjiga godine

2013. Tvrtko Jakovina: Trenuci katarze: prijelomni događaji XX. stoljeća

2014. Stipe Božić: K2 – trijumf i tragedija

- Znanstvena knjiga godine

2006. Dubravko Škiljan: Mappa mundi: Kartorgrafi i njihova publika/Svjetovi i znakovi/Izrazi i sadržaji/Značenja i smislovi  

2007. Viktor Žmegač: Od Bacha do Bauhausa 

2008. Milan Pelc: Renesansa 

2009. Viktor Žmegač: Majstori europske glazbe 

2010. Igor Duda: Pronađeno blagostanje: svakodnevni život i potrošačka kultura u Hrvatskoj 1970-ih i 1980-ih 

2011. Viktor Žmegač: Prošlost i budućnost 20. stoljeća: kulturološke teme epohe 

2012. Ante Peterlić: Iz povijesti hrvatske filmologije i filma

2013. Krešimir Bagić: Rječnik stilskih figura

2014. Boris Senker: Uvod u suvremenu teatrologiju II
- Dječja knjiga godine

2004. Zvonimir Balog: Zmajevi i vukodlaci 

2005. Lara Hölbling Matković: Moj prvi hrvatski rječnik: za djecu i odrasle 

2006. Svjetlan Junaković i Vera Vujović: Nikola Tesla – snovi koji su nam donijeli struju 

2007. Luko Paljetak i Svjetlan Junaković: Mali veliki svijet 

2008. Helena Bulaja, Ivana Brlić-Mažuranić, Alistair Keddie: Šuma Striborova 

- Slikovnica godine

2009. Tomislav Torjanac i Neli Kordič Filipić: Djevojčica i div 

2010. Grigor Vitez, Tomislav Torjanac: Kako živi Antuntun 

2011. Sanja Pilić, Katarina Halužan: Maša i gosti 

2012. Andrea Petrlik Huseinović: Ljubav

2013. Pika Vončina (tekst i ilust.): Emilijina vrlo neobična pustolovina
- Knjiga godine za djecu i mladež

2009. Sanja Lovrenčić: Hrvatske bajke 

2010. Sanja Pilić: Hoću biti posebnaaaa! 

2011. Julijana Matanović, Anka Dorić: One misle da smo male 

2012. Zdenko Bašić: Sjeverozapadni vjetar: o vilenjacima i elementarnim bićima sjeverozapadnog dijela Medvednice pa do Samoborskoga kraja

2013. Zdenko Bašić: Mjesečeve sjene: o vješticama i pričama noćnih sati sjeverozapadnog dijela Medvednice i samoborskog kraja

2014. Silvija Šesto: Palac Sim palac Tam
- Knjiga inozemnog autora/ice godine

2004. Flannery O'Connor: Teško je naći dobra čovjeka

2005. Haruki Murakami: Norveška šuma

2006. Orhan Pamuk: Istanbul: grad sjećanja

2007. Orhan Pamuk: Snijeg

2008. Jacques Attali: Kratka povijest budućnosti i 

2008. Daniel Kehlmann: Mjerenje svijeta 

2009. Orhan Pamuk: Muzej nevinosti 

2010. Stieg Larsson: Djevojka koja se igrala vatrom 

2011. Alice Munro: Služba, družba, prošnja, ljubav, brak 

2012. Umberto Eco: Praško groblje

2013. Alice Munro: Previše sreće
- Prijevod godine

2004. Mladen Machiedo – Talijanski pjesnici 20. stoljeća: Zrakasti subjekt 

2005. Xenia Detoni – Peter Esterhazy: Harmonia caelestis  

2006. Ekrem Čaušević – Orhan Pamuk: Istanbul: grad, sjećanja  

2007. Ante Stamać – Johann Wolfgang Goethe: Faust 
 
2008. Mate Maras – William Shakespeare: Romance i poezija (Sabrana djela Williama Shakespearea; IV. svezak) 

2009. Maja Šoljan – Haruki Murakami: Kad padne mrak 

2010. Mirko Tomasović – Torquatto Tasso: Oslobođeni Jeruzalem 

2011. Maja Šoljan – Alice Munro: Služba, družba, prošnja, ljubav, brak 

2012. Sanja Lovrenčić – Virginia Woolf: Kuća duhova i druge priče

2013. Truda Stamać – Ingeborg Bachmann, Paul Celan: Vrijeme srca: dopisivanje, uz pisma što su ih razmijenili Paul Celan i Max Frisch te Ingeborg Bachmann i Gisele Celan-Lestrange

2014. Mate Maras - John Milton: Izgubljeni raj
- Leksikografsko djelo godine

2009. Tomislav Ladan, August Kovačec: Život riječi. Etimologija i uporaba 

2010. Nives Opačić: Reci mi to kratko i jasno: hrvatski za normalne ljude 

2011. Tomislav Ladan: Osmojezični enciklopedijski rječnik: hrv. ili srp., rus., eng., njem., fr., tal., španj., lat. (svezak 8)

2012. Antonijela Bogutovac: Leksikon Ruđera Boškovića
- Nagrada za životno djelo

2009. Aleksandar Flaker 

2010. Slavko Goldstein 

2011. Predrag Matvejević 

2012. Mirko Kovač

2013. Milivoj Solar
- Biblioteka godine

2004. Biblioteka za početnike 

2005. Biblioteka Facta 

2006. Biblioteka Mitovi, urednica Maja Šoljan 

2007. Na tragu klasika, urednica Irena Lukšić  

2008. Na tragu klasika, urednica Irena Lukšić 

2009. Na tragu klasika, urednica Irena Lukšić 

- Oblikovanje knjige godine

2004. Dejan Kiršić i Mirko Ilić, Sibila i Seid Serdarević: Sretno dijete 

2005. Marko Mihalinac i Velimir Grgić: Žuti titl: drugačija filmska enciklopedija 

2006. Zdenko Bašić: Xocoatl – Priča o čokoladi 

2007. Dean Žilić: Vladimir Devidè: Japan 

2008. Helena Bulaja: Ivana Brlić-Mažuranić i 

2008. Helena Bulaja: Alistair Keddie: Šuma Striborova: Priče iz davnine 

2014. Ana Pjatina – Irena Vrkljan: Koračam kroz sobu
- Hit godine

2004. Dan Brown: Da Vincijev kod 

2005. Paulo Coelho: Zahir 

2006. Ante Tomić: Građanin pokorni 

2007. Slavenka Drakulić: Frida ili o boli 

2008. Nives Celzijus: Gola Istina 

- Specijalna nagrada Kiklop za autora Sajma knjige

2004. Orhan Pamuk 

- Nakladnik godine

2014. Fraktura, Zaprešić